# Bohdalovský potok
Der Bohdalovský potok (deutsch Bochdalauer Bach) ist ein rechter Zufluss der Oslava in Tschechien.

## Geographie
Der Bohdalovský potok entspringt im Špitálský les westlich von Rudolec in den Arnolecké hory an der historischen Landesgrenze zwischen Mähren und Böhmen. Er fließt durch Rudolec und nachfolgend nach Osten durch ein Teichgebiet. Hier speist er bis Bohdalov den Horní křivý rybník, Olšinský rybník, Vazebný rybník, Bohdalovský rybník, Hornomlýnský rybník und Dolnomlýnský rybník.
Der weitere Lauf führt über Pokojov, Kotlasy nach Nordosten in den Stausee Ostrov. Nach 17,3 km mündet der Bohdalovský potok in Ostrov nad Oslavou in die Oslava. Sein Einzugsgebiet beträgt 52,3 km², darin befinden sich mit dem Záhumenní rybník und Rendlíček weitere große Teiche.

## Zuflüsse
- Belfritský potok (r), im Bohdalovský rybník
- Horní potok (l), Rendlíček
- Černý potok (r), Ostrov nad Oslavou